# 로디지아
로디지아(영어: Rhodesia, 문화어: 로데시아), 1970년부터의 공식 명칭은 로디지아 공화국(The Republic of Rhodesia)은 이전의 영국령 남로디지아 식민지가 1965년 11월 11일에 일방적으로 독립을 선언하였을 때 채택하였던 이름이다. 로디지아라는 이름은 또한 1979년 "짐바브웨 로디지아"의 설립과 더불어 사용되었다. 1979년에서 1980년까지 남로디지아로서 식민지 상태로 잠깐 복귀한 뒤, 로디지아는 1980년 4월에 「짐바브웨」라는 이름의 독립국가가 되었다. 로디지아의 국가(國歌)는 일어나라, 로디지아의 소리여(영어: Rise o Voices of Rhodesia)였다.
로디지아라는 국명(國名)은 세실 로즈(Cecil John Rhodes)의 이름을 따서 지어졌다. 로디지아는 육지로 둘러싸여 있던 내륙국이었으며, 남부 아프리카에 위치해 있었다. 1979년까지 소수 영국계 백인이 나라를 다스렸으며 흑인의 정치 참여를 인정치 않았던 탓에 국제사회로부터 승인받지 못했다가, 1980년에 짐바브웨 공화국으로 되면서 국제적인 독립 승인을 얻었다. 1964년 이전의 "로디지아"라는 이름은 현대의 잠비아, 말라위, 짐바브웨의 영토를 가리킨다.

## 역사
1965년 11월 11일, 독립 선언 당시에는 엘리자베스 2세 영국 여왕을 로디지아의 국가원수로 일방적 선포하여 영국 여왕에 대해 충성심을 나타내었다. 1959년 이래 남로디지아 총독을 맡고 있던 험프리 깁스(Humphrey Gibbs)는 로디지아의 인정을 받지 못했고, 클리포드 듀폰트가 총독 대행을 하였다. 그러나 "로디지아의 여왕(the Queen of Rodhesia)"라는 칭호는 영국 정부와 엘리자베스 2세로부터 인정받지 못했고, 결국 1969년 국민투표를 거쳐 1970년 3월 2일 공화국 선포를 하였다. 1975년 로디지아와 국경을 접하고 있던 앙골라와 모잠비크가 포르투갈로부터 독립하면서 로디지아는 외교, 안보상으로 큰 타격을 입게 되었다.

## 외교
수교국은 없었고, 영국 런던에 "로디지아 하우스"라는 고등판무관 사무소를 둔 외에도 남아프리카 공화국의 프리토리아, 미국의 워싱턴 D.C., 서독의 본, 일본의 도쿄 (이상 1979년까지), 포르투갈의 리스본, 포르투갈령 모잠비크의 로렌수마르케스(현재의 마푸투, 이상 1975년 철수)에 사무소를 두고 있었는데, 런던과 프리토리아의 사무소가 가장 중요했다.

## 주민과 군사력
적어도 1970년대 초중반까지는, 영국으로부터의 백인 이민 덕에 로디지아의 백인 인구는 증가하고 있었다. 그러나 3%에 불과한 백인(주로 영국계) 인구가 96%의 흑인을 지배하는 상황이었기 때문에, 로디지아는 여성들까지도 무장시켜야 할 정도였다. 총병력은 1977년 당시 9,500명 정도. 이렇기 때문에 내전이 일어나자 전 세계에서 용병을 모집하여 군사력으로 활용하였다.